# Canicattini Bagni
Canicattini Bagni település Olaszországban, Siracusa megyében. Lakosainak száma 6517 fő (2023. január 1.). Canicattini Bagni Noto, Siracusa és Palazzolo Acreide községekkel határos.

## Népesség
A település népességének változása:
| Lakosok száma | 7125 | 7032 | 6517 |
|               | 2017 | 2018 | 2023 |